# Temporada do Liverpool Football Club de 2017–18
O Liverpool F.C., na temporada 2017-18, disputou quatro competições: Premier League, FA Cup, Liga dos Campeões e a EFL-Cup.

## Uniforme
Fornecedor 
- New Balance

 Patrocinador Master 
- Standard Chartered

| Primeiro | Segundo | Alternativo |

## Plantel

### Elenco
Atualizado até 26 de maio de 2018
Legenda
- : Capitão
- : Jogador lesionado/contundido

### Transferências
| - : Jogadores que chegaram ou saíram por empréstimo - : Jogadores que chegaram ou saíram após serem emprestados - : Jogadores que chegaram sem custos | - : Jogadores que chegaram ou saíram após compra de direitos/multa rescisória - : Jogadores que chegaram ou saíram após o fim do contrato - : Jogadores que chegaram ou saíram após terem seus contratos rescindidos |

| Entradas           |      |                |                       |             |
| Jogador            | Pos. | Clube anterior | Valor                 | Ref.        |
| Mohamed Salah      | A    | Roma           | € 42 milhões          | [ 2 ] [ 3 ] |
| Dominic Solanke    | A    | Chelsea        | A custo zero          | [ 4 ]       |
| Cameron Brannagan  | M    | Fleetwood Town | Retorno do empréstimo |             |
| Andrew Robertson   | LE   | Hull City      | € 9 milhões           | [ 5 ]       |
| Oxlade-Chamberlain | M    | Arsenal        | € 38 milhões          | [ 6 ]       |
| Virgil van Dijk    | Z    | Southampton    | € 78,8 milhões        | [ 7 ] [ 8 ] |
| Anderson Arroyo    | LE   | Fortaleza      |                       | [ 9 ]       |

| Saídas            |      |                 |                       |                     |
| Jogador           | Pos. | Clube posterior | Valor                 | Ref.                |
| Andre Wisdom      | LD   | Derby County    | € 2,3 milhões         | [ 10 ]              |
| Cameron Brannagan | M    | Oxford United   | Empréstimo            | [ 11 ]              |
| Lucas Leiva       | V    | Lazio           | € 5,7 milhões         | [ 12 ]              |
| Kevin Stewart     | V    | Hull City       | € 4,5 milhões         | [ 13 ]              |
| Pedro Chirivella  | M    | Willem II       | Empréstimo            | [ 14 ]              |
| Connor Randall    | LD   | Hearts          | Empréstimo            | [ 15 ]              |
| Sheyi Ojo         | A    | Fulham          | Empréstimo            | [ 16 ]              |
| Divock Origi      | A    | Wolfsburg       | Empréstimo            | [ 17 ]              |
| Ryan Kent         | M    | Freiburg        | Empréstimo + € 500mil | [ 18 ]              |
| Mamadou Sakho     | Z    | Crystal Palace  | € 28,2 milhões        | [ 19 ]              |
| Coutinho          | M    | Barcelona       | € 120 milhões         | [ 20 ]              |
| Marko Grujić      | M    | Cardiff City    | Empréstimo            | [ 21 ]              |
| Sturridge         | A    | West Brom       | Empréstimo            | [ 22 ]              |
| Ovie Ejaria       | M    | Sunderland      | Empréstimo            | [carece de fontes?] |
| Lazar Marković    | A    | Anderlecht      | Empréstimo            | [ 23 ]              |
| Jon Flanagan      | LD   | Bolton          | Empréstimo            | [ 24 ]              |
| Anderson Arroyo   | LE   | Mallorca        | Empréstimo            | [ 25 ]              |

## Estatísticas

### Desempenho da equipe
Atualizado até 4 de junho de 2018

#### Desempenho geral
| Técnico      | J  | V  | E  | D | GP  | GS | SG | %     |
| ------------ | -- | -- | -- | - | --- | -- | -- | ----- |
| Jürgen Klopp | 56 | 31 | 16 | 9 | 135 | 63 | 72 | 64.88 |

#### Desempenho como mandante
| Técnico      | J  | V  | E | D | GP | GS | SG | %  |
| ------------ | -- | -- | - | - | -- | -- | -- | -- |
| Jürgen Klopp | 28 | 18 | 9 | 1 | 73 | 20 | 53 | 75 |

#### Desempenho como visitante
| Técnico      | J  | V  | E | D | GP | GS | SG | %     |
| ------------ | -- | -- | - | - | -- | -- | -- | ----- |
| Jürgen Klopp | 28 | 13 | 7 | 8 | 62 | 43 | 19 | 54.76 |

#### Desempenho em partidas não-oficiais
| Técnico      | J | V | E | D | GP | GS | SG | %     |
| ------------ | - | - | - | - | -- | -- | -- | ----- |
| Jürgen Klopp | 8 | 6 | 2 | 0 | 19 | 4  | 15 | 83.33 |

### Público
Atualizado até 6 de junho de 2018
Maiores Públicos
| N° | Público |           | Data                    | Placar | Visitante         | Competição     |
| -- | ------- | --------- | ----------------------- | ------ | ----------------- | -------------- |
| 1  | 53.342  | Liverpool | 27 de janeiro de 2018   | 2 - 3  | West Brom         | FA Cup         |
| 2  | 53.287  | Liverpool | 17 de março de 2018     | 5 - 0  | Watford           | Premier League |
| 3  | 53.287  | Liverpool | 3 de março de 2018      | 2 - 0  | Newcastle         | Premier League |
| 4  | 53.285  | Liverpool | 14 de janeiro de 2018   | 4 - 3  | Manchester City   | Premier League |
| 5  | 53.268  | Liverpool | 28 de outubro de 2017   | 3 - 0  | Huddersfield Town | Premier League |
| 6  | 53.256  | Liverpool | 24 de fevereiro de 2018 | 4 - 1  | West Ham          | Premier League |
| 7  | 53.256  | Liverpool | 18 de novembro de 2017  | 3 - 0  | Southampton       | Premier League |
| 8  | 53.255  | Liverpool | 28 de abril de 2018     | 0 - 0  | Stoke City        | Premier League |
| 9  | 53.243  | Liverpool | 13 de dezembro de 2017  | 0 - 0  | West Bromwich     | Premier League |
| 10 | 53.231  | Liverpool | 16 de setembro de 2017  | 1 - 1  | Burnley           | Premier League |

Média de Público
Atualizado até 6 de junho de 2018
| Premier League | FA Cup | EFL Cup        | Liga dos Campeões |
| -------------- | ------ | -------------- | ----------------- |
| 53.049         | 52.927 | Não disputadas | 50.223            |

Público Total
Atualizado até 6 de junho de 2018
| Premier League | FA Cup      | EFL Cup        | Liga dos Campeões |
| -------------- | ----------- | -------------- | ----------------- |
| 1.007.931 (19) | 105.855 (2) | Não disputadas | 351.561 (7)       |

- Em parênteses o número de partidas disputadas

### Artilharia
Atualizado até 7 de junho de 2018
| Nº | Nome                   | Gols | Premier League | Liga dos Campeões | FA Cup | EFL Cup |
| -- | ---------------------- | ---- | -------------- | ----------------- | ------ | ------- |
| 1  | Mohamed Salah          | 44   | 32             | 11                | 1      | 0       |
| 2  | Roberto Firmino        | 27   | 15             | 11                | 1      | 0       |
| 3  | Sadio Mané             | 20   | 10             | 10                | 0      | 0       |
| 4  | Philippe Coutinho *    | 12   | 7              | 5                 | 0      | 0       |
| 5  | Emre Can               | 6    | 3              | 3                 | 0      | 0       |
| 6  | Oxlade-Chamberlain     | 5    | 3              | 2                 | 0      | 0       |
| 7  | Daniel Sturridge *     | 3    | 2              | 1                 | 0      | 0       |
| 8  | Trent Alexander-Arnold | 3    | 1              | 2                 | 0      | 0       |
| 9  | Dejan Lovren           | 2    | 2              | 0                 | 0      | 0       |
| 10 | Georginio Wijnaldum    | 2    | 1              | 1                 | 0      | 0       |
| 11 | Danny Ings             | 1    | 1              | 0                 | 0      | 0       |
| 12 | Dominic Solanke        | 1    | 1              | 0                 | 0      | 0       |
| 13 | Ragnar Klavan          | 1    | 1              | 0                 | 0      | 0       |
| 14 | Andrew Robertson       | 1    | 1              | 0                 | 0      | 0       |
| 15 | Joel Matip             | 1    | 1              | 0                 | 0      | 0       |
| 16 | Jordan Henderson       | 1    | 1              | 0                 | 0      | 0       |
| 17 | James Milner           | 1    | 0              | 0                 | 1      | 0       |
| 18 | Virgil van Dijk        | 1    | 0              | 0                 | 1      | 0       |

- Com (*) os jogadores que não atuam mais pelo Liverpool

## Amistosos de Pré-Temporada
| 12 de julho de 2017 | Tranmere Rovers | 0 - 4        | Liverpool                                                                 | Prenton Park, Birkenhead |
| 19:45               |                 | Match Report | Milner 34' (pen) · Marko Grujic 42' · Chirivella 50' · Woodburn 79' (pen) | Público: 13 444          |

| 14 de julho de 2017 | Wigan            | 1 - 1        | Liverpool   | DW Stadium, Wigan |
| 19:30               | Alex Gilbery 21' | Match Report | Salah 45+1' | Público: 12 715   |

| 29 de julho de 2017 | Hertha BSC | 0 - 3        | Liverpool                               | Olympiastadion, Berlim |
| 17:00               |            | Match Report | Solanke 15' · Wijnaldum 38' · Salah 61' | Público: 54 279        |

| 5 de agosto de 2017 | Liverpool                                      | 3 - 1        | Athletic  | Aviva Stadium, Dublin |
| 17:15               | Firmino 21' (pen) · Woodburn 59' · Solanke 80' | Match Report | Iñaki 30' | Público: 51 333       |

## Premier League Asia Trophy
Semi Final
| 19 de julho de 2017 | Liverpool               | 2 - 0        | Crystal Palace | Hong Kong Stadium, Hong Kong |
| 13:30               | Solanke 61' · Origi 79' | Match Report |                | Árbitro: Robert Madley       |

Final
| 22 de julho de 2017 | Leicester City | 1 - 2        | Liverpool                | Hong Kong Stadium, Hong Kong |
| 13:30               | Slimani 12'    | Match Report | Salah 20' · Coutinho 44' | Árbitro: Robert Madley       |

## Audi Cup
Semi Final
| 1 de agosto de 2017 | Bayern de Munique | 0 - 3 | Liverpool                           | Allianz Arena, Munique   |
| 20:30               |                   |       | Mané 7' · Salah 34' · Sturridge 83' | Árbitro: Robert Hartmann |

Final
| 2 de agosto de 2017 | Liverpool         | 1 – 1        | Atlético de Madrid | Allianz Arena, Munique                   |
| 20:30               | Firmino 82' (pen) | Match Report | 33' Keidi          | Público: 66 000 Árbitro: ALE Felix Brych |

|                                     |       | Penalidades                              |  |
| Firmino Henderson Origi Kent Grujić | 4 – 5 | Griezmann Torres Gabi Gaitán Filipe Luís |  |

## Premier League
| Pos | Equipes           | Pts | J  | V  | E  | D | GM  | GS | SG  | Classificação ou rebaixamento                          |
| --- | ----------------- | --- | -- | -- | -- | - | --- | -- | --- | ------------------------------------------------------ |
| 1   | Manchester City   | 100 | 38 | 32 | 4  | 2 | 106 | 27 | +79 | Fase de Grupos da Liga dos Campeões da UEFA de 2018–19 |
| 2   | Manchester United | 81  | 38 | 25 | 6  | 7 | 68  | 28 | +40 | Fase de Grupos da Liga dos Campeões da UEFA de 2018–19 |
| 3   | Tottenham         | 77  | 38 | 23 | 8  | 7 | 74  | 36 | +38 | Fase de Grupos da Liga dos Campeões da UEFA de 2018–19 |
| 4   | Liverpool         | 75  | 38 | 21 | 12 | 5 | 84  | 38 | +46 | Fase de Grupos da Liga dos Campeões da UEFA de 2018–19 |

1ª rodada
| 12 de agosto de 2017 | Watford                                | 3 - 3        | Liverpool                                | Vicarage Road, Watford                  |
| 12:30                | Okaka 8' · Doucouré 32' · Britos 90+3' | Match Report | Mané 29' · Firmino 55' (pen) · Salah 57' | Público: 20 407 Árbitro: Anthony Taylor |

2ª rodada
| 19 de agosto de 2017 | Liverpool | 1 - 0        | Crystal Palace | Anfield, Liverpool                    |
| 15:00                | Mané      | Match Report |                | Público: 53 138 Árbitro: Kevin Friend |

3ª rodada
| 27 de agosto de 2017 | Liverpool                                          | 4 - 0        | Arsenal | Anfield, Liverpool                       |
| 16:00                | Firmino 17' · Mané 40' · Salah 57' · Sturridge 77' | Match report |         | Público: 53 206 Árbitro: Martin Atkinson |

4ª rodada
| 9 de setembro de 2017 | Manchester City                               | 5 - 0        | Liverpool | Etihad Stadium, Manchester             |
| 12:30                 | Aguero 24' · Jesus 45+6' 53' · Sané 77' 90+1' | Match report |           | Público: 54 172 Árbitro: Jonathan Moss |

5ª rodada
| 16 de setembro de 2017 | Liverpool | 1 - 1        | Burnley     | Anfield, Liverpool                  |
| 15:00                  | Salah 30' | Match Report | Arfield 27' | Público: 53 231 Árbitro: Roger East |

6ª rodada
| 23 de setembro de 2017 | Leicester                 | 2 - 3        | Liverpool                                | King Power Stadium, Leicester           |
| 17:30                  | Okazaki 45+3' · Vardy 69' | Match Report | Salah 15' · Coutinho 23' · Henderson 68' | Público: 32 004 Árbitro: Anthony Taylor |

7ª rodada
| 1 de outubro de 2017 | Newcastle  | 1 - 1        | Liverpool    | St. James' Park, Newcastle            |
| 16:30                | Joselu 36' | Match Report | Coutinho 29' | Público: 52 303 Árbitro: Craig Pawson |

8ª rodada
| 14 de outubro de 2017 | Liverpool | 0 - 0        | Manchester United | Anfield, Liverpool                       |
| 12:30                 |           | Match Report |                   | Público: 52 912 Árbitro: Martin Atkinson |

9ª rodada
| 22 de outubro de 2017 | Tottenham                          | 4 - 1        | Liverpool | Estádio de Wembley, Wembley             |
| 17:00                 | Kane 4' 56' · Son 12' · Alli 45+3' | Match Report | Salah 24' | Público: 80 827 Árbitro: Andre Marriner |

10ª rodada
| 28 de outubro de 2017 | Liverpool                                   | 3 - 0        | Huddersfield Town | Anfield, Liverpool                    |
| 16:00                 | Sturridge 50' · Firmino 58' · Wijnaldum 75' | Match Report |                   | Público: 53 268 Árbitro: Kevin Friend |

11ª rodada
| 4 de novembro de 2017 | West Ham    | 1 - 4        | Liverpool                                   | Estádio Olímpico de Londres, Londres    |
| 19:30                 | Lanzini 55' | Match Report | Salah 21' 75' · Matip 24' · Chamberlain 56' | Público: 56 961 Árbitro: Neil Swarbrick |

12ª rodada
| 18 de novembro de 2017 | Liverpool                    | 3 - 0        | Southampton | Anfield, Liverpool                  |
| 17:00                  | Salah 31' 41' · Coutinho 68' | Match Report |             | Público: 53 256 Árbitro: Mike Jones |

13ª rodada
| 25 de novembro de 2017 | Liverpool | 1 - 1        | Chelsea     | Anfield, Liverpool                      |
| 19:30                  | Salah 65' | Match Report | Willian 85' | Público: 53 225 Árbitro: Michael Oliver |

14ª rodada
| 29 de novembro de 2017 | Stoke City | 0 - 3        | Liverpool                | bet365 Stadium, Stoke-on-Trent           |
| 22:00                  |            | Match Report | Mané 17' · Salah 77' 83' | Público: 29 423 Árbitro: Martin Atkinson |

15ª rodada
| 2 de dezembro de 2017 | Brighton         | 1 - 5        | Liverpool                                           | Amex Stadium, Brighton                |
| 17:00                 | Murray 51' (pen) | Match Report | Can 30' · Firmino 31' 48' · Coutinho 87' · Dunk 89' | Público: 30 634 Árbitro: Graham Scott |

16ª rodada
| 10 de dezembro de 2017 | Liverpool | 1 - 1        | Everton          | Anfield, Liverpool                    |
| 16:15                  | Salah 42' | Match Report | Rooney 77' (pen) | Público: 53 082 Árbitro: Craig Pawson |

17ª rodada
| 13 de dezembro de 2017 | Liverpool | 0 - 0        | West Bromwich | Anfield, Liverpool                    |
| 22:00                  |           | Match Report |               | Público: 53 243 Árbitro: Paul Tierney |

18ª rodada
| 17 de dezembro de 2017 | Bournemouth | 0 - 4        | Liverpool                                           | Vitality Stadium, Bournemouth           |
| 18:30                  |             | Match Report | Coutinho 20' · Lovren 26' · Salah 44' · Firmino 66' | Público: 10 780 Árbitro: Andre Marriner |

19ª rodada
| 22 de dezembro de 2017 | Arsenal                            | 3 - 3        | Liverpool                              | Emirates Stadium, Londres                |
| 21:45                  | Sánchez 53' · Xhaka 56' · Özil 58' | Match Report | Coutinho 26' · Salah 52' · Firmino 71' | Público: 59 409 Árbitro: Martin Atkinson |

20ª rodada
| 26 de dezembro de 2017 | Liverpool                                                              | 5 - 0        | Swansea City | Anfield, Liverpool                    |
| 19:30                  | Coutinho 6' · Firmino 52' 66' · Alexander-Arnold 65' · Chamberlain 82' | Match Report |              | Público: 52 850 Árbitro: Kevin Friend |

21ª rodada
| 30 de dezembro de 2017 | Liverpool     | 2 - 1        | Leicester | Anfield, Liverpool                      |
| 17:00                  | Salah 52' 76' | Match Report | Vardy 3'  | Público: 53 226 Árbitro: Neil Swarbrick |

22ª rodada
| 1 de janeiro de 2018 | Burnley         | 1 - 2        | Liverpool               | Turf Moor, Burnley                  |
| 17:00                | Guðmundsson 87' | Match Report | Mané 61' · Klavan 90+4' | Público: 21 756 Árbitro: Roger East |

23ª rodada
| 14 de janeiro de 2018 | Liverpool                                           | 4 - 3        | Manchester City                          | Anfield, Liverpool                      |
| 18:00                 | Chamberlain 9' · Firmino 59' · Mané 61' · Salah 68' | Match Report | Sané 40' · Bernardo 84' · Gündoğan 90+1' | Público: 53 285 Árbitro: Andre Marriner |

24ª rodada
| 22 de janeiro de 2018 | Swansea City | 1 - 0        | Liverpool | Liberty Stadium, Swansea                |
| 22:00                 | Mawson 40'   | Match Report |           | Público: 20 886 Árbitro: Neil Swarbrick |

25ª rodada
| 30 de janeiro de 2018 | Huddersfield Town | 0 - 3        | Liverpool                                 | John Smith's Stadium, Huddersfield    |
| 22:00                 |                   | Match Report | Can 26' · Firmino 45+1' · Salah 78' (pen) | Público: 24 121 Árbitro: Kevin Friend |

26ª rodada
| 4 de fevereiro de 2018 | Liverpool      | 2 - 2        | Tottenham                      | Anfield, Liverpool                     |
| 18:30                  | Salah 3' 90+1' | Match Report | Wanyama 80' · Kane 90+5' (pen) | Público: 53 213 Árbitro: Jonathan Moss |

27ª rodada
| 11 de fevereiro de 2018 | Southampton | 0 - 2        | Liverpool              | St Mary's Stadium, Southampton           |
| 18:30                   |             | Match Report | Firmino 6' · Salah 42' | Público: 31 915 Árbitro: Martin Atkinson |

28ª rodada
| 24 de fevereiro de 2018 | Liverpool                                    | 4 - 1        | West Ham    | Anfield, Liverpool                      |
| 16:00                   | Can 29' · Salah 51' · Firmino 57' · Mané 77' | Match Report | Antonio 59' | Público: 53 256 Árbitro: Stuart Attwell |

29ª rodada
| 3 de março de 2018 | Liverpool            | 2 - 0        | Newcastle | Anfield, Liverpool                    |
| 18:30              | Salah 40' · Mané 55' | Match Report |           | Público: 53 287 Árbitro: Graham Scott |

30ª rodada
| 10 de março de 2018 | Manchester United | 2 - 1        | Liverpool  | Old Trafford, Manchester              |
| 13:30               | Rashford 14' 24'  | Match Report | Bailly 66' | Público: 74 855 Árbitro: Craig Pawson |

31ª rodada
| 17 de março de 2018 | Liverpool                          | 5 - 0        | Watford | Anfield, Liverpool                      |
| 18:30               | Salah 4' 43' 77' 85' · FIrmino 49' | Match Report |         | Público: 53 287 Árbitro: Anthony Taylor |

32ª rodada
| 31 de março de 2018 | Crystal Palace        | 1 - 2        | Liverpool            | Selhurst Park, Croydon                  |
| 12:30               | Milivojević 13' (pen) | Match Report | Mané 49' · Salah 84' | Público: 25 807 Árbitro: Neil Swarbrick |

33ª rodada
| 7 de abril de 2018 | Everton | 0 - 0        | Liverpool | Goodison Park, Liverpool               |
| 12:30              |         | Match Report |           | Público: 39 220 Árbitro: Michel Oliver |

34ª rodada
| 14 de abril de 2018 | Liverpool                         | 3 - 0        | Bournemouth | Anfield, Liverpool                      |
| 17:30               | Mané 7' · Salah 69' · Firmino 90' | Match Report |             | Público: 52 959 Árbitro: Chris Kavanagh |

35ª rodada
| 21 de abril de 2018 | West Bromwich              | 2 - 2        | Liverpool           | The Hawthorns, West Bromwich            |
| 12:30               | Livermore 79' · Rondón 88' | Match Report | Ings 4' · Salah 72' | Público: 24 520 Árbitro: Stuart Attwell |

36ª rodada
| 28 de abril de 2018 | Liverpool | 0 - 0        | Stoke City | Anfield, Liverpool                      |
| 12:30               |           | Match Report |            | Público: 53 255 Árbitro: Andre Marriner |

37ª rodada
| 6 de maio de 2018 | Chelsea    | 1 - 0        | Liverpool | Stamford Bridge, Londres                |
| 16:30             | Giroud 32' | Match Report |           | Público: 41 314 Árbitro: Anthony Taylor |

38ª rodada
| 13 de maio de 2018 | Liverpool                                            | 4 - 0        | Brighton & Hove Albion | Anfield, Liverpool                    |
| 15:00              | Salah 26' · Lovren 40' · Solanke 53' · Robertson 85' | Match Report |                        | Público: 50 752 Árbitro: Kevin Friend |

- Todos os horários estão de acordo com o (UTC+1).

## Liga dos Campeões
Play-off
Ida
| 15 de agosto de 2017 | Hoffenheim | 1 - 2        | Liverpool                            | Rhein-Neckar-Arena, Sinsheim           |
| 20:45                | Uth 87'    | Match Report | Alexander Arnold 35' · Nordtveit 74' | Público: 25 568 Árbitro: Björn Kuipers |

Volta
| 23 de agosto de 2017 | Liverpool                             | 4 - 2        | Hoffenheim           | Anfield, Liverpool                      |
| 19:45                | Can 10' 21' · Salah 18' · Firmino 63' | Match Report | Uth 28' · Wagner 79' | Público: 51 808 Árbitro: Daniele Orsato |

Fase de Grupos
| Pos | Equipe         | Pts | J | V | E | D | GP | GC | SG  | Classificado                     |  | LIV | SEV | SPM | MRB |
| --- | -------------- | --- | - | - | - | - | -- | -- | --- | -------------------------------- |  | --- | --- | --- | --- |
| 1   | Liverpool      | 12  | 6 | 3 | 3 | 0 | 23 | 6  | +17 | Classificado às oitavas de final |  | —   | 2–2 | 7–0 | 3–0 |
| 2   | Sevilla        | 9   | 6 | 2 | 3 | 1 | 12 | 12 | 0   | Classificado às oitavas de final |  | 3–3 | —   | 2–1 | 3–0 |
| 3   | Spartak Moscou | 6   | 6 | 1 | 3 | 2 | 9  | 13 | −4  | Transferido para Liga Europa     |  | 1–1 | 5–1 | —   | 1–1 |
| 4   | Maribor        | 3   | 6 | 0 | 3 | 3 | 3  | 16 | −13 | Eliminado                        |  | 0–7 | 1–1 | 1–1 | —   |

1ª rodada
| 13 de setembro de 2017 | Liverpool               | 2 - 2        | Sevilla                    | Anfield, Liverpool                      |
| 19:45                  | Firmino 21' · Salah 37' | Match Report | Ben Yedder 5' · Correa 72' | Público: 52 332 Árbitro: Danny Makkelie |

2ª rodada
| 26 de setembro de 2017 | Spartak Moscou | 1 - 1        | Liverpool    | Arena Otkrytie, Moscou                  |
| 21:45                  | Fernando 23'   | Match Report | Coutinho 31' | Público: 43 376 Árbitro: Clément Turpin |

3ª rodada
| 17 de outubro de 2017 | Maribor | 0 - 7        | Liverpool                                                                              | Stadion Ljudski vrt, Maribor           |
| 21:45                 |         | Match Report | Firmino 4' 54' · Coutinho 13' · Salah 19' 40' · Chamberlain 86' · Alexander Arnold 90' | Público: 12 506 Árbitro: Viktor Kassai |

4ª rodada
| 1 de novembro de 2017 | Liverpool                           | 3 - 0        | Maribor | Anfield, Liverpool                     |
| 21:45                 | Salah 49' · Can 64' · Sturridge 90' | Match Report |         | Público: 47 957 Árbitro: Ivan Kruzliak |

5ª rodada
| 21 de novembro de 2017 | Sevilla                                  | 3 - 3        | Liverpool                 | Estádio Ramón Sánchez Pizjuán, Sevilla |
| 22:45                  | Ben Yedder 51' 60' (pen) · Pizarro 90+3' | Match Report | Firmino 2' 30' · Mané 22' | Público: 39 495 Árbitro: Felix Brych   |

6ª rodada
| 6 de dezembro de 2017 | Liverpool                                                          | 7 - 0        | Spartak Moscou | Anfield, Liverpool                        |
| 21:45                 | Coutinho 4' (pen) 15' 50' · Firmino 18' · Mané 47' 76' · Salah 86' | Match Report |                | Público: 48 779 Árbitro: Szymon Marciniak |

Fases Finais
Oitavas de final
Ida
| 14 de fevereiro de 2018 | Porto | 0 - 5        | Liverpool                                  | Estádio do Dragão, Porto                |
| 21:45                   |       | Match Report | Mané 25' 53' 85' · Salah 29' · Firmino 69' | Público: 47 718 Árbitro: Daniele Orsato |

Volta
| 6 de março de 2018 | Liverpool | 0 - 0        | Porto | Anfield, Liverpool                    |
| 20:45              |           | Match Report |       | Público: 48 768 Árbitro: Felix Zwayer |

Quartas de final
Ida
| 4 de abril de 2018 | Liverpool                              | 3 - 0        | Manchester City | Anfield, Liverpool                   |
| 19:45              | Salah 12' · Chamberlain 20' · Mané 31' | Match Report |                 | Público: 50 685 Árbitro: Felix Brych |

Volta
| 10 de abril de 2018 | Manchester City | 1 - 2        | Liverpool               | Etihad Stadium, Manchester             |
| 19:45               | Jesus 2'        | Match Report | Salah 56' · Firmino 77' | Público: 53 461 Árbitro: Antonio Mateu |

Semi finais
Ida
| 24 de abril de 2018 | Liverpool                                  | 5 - 2        | Roma                              | Anfield, Liverpool                   |
| 19:45               | Salah 35' 45' · Mané 56' · Firmino 61' 68' | Match Report | Džeko 81' · Perotti 85' (Pênalti) | Público: 51 236 Árbitro: Felix Brych |

Volta
| 2 de maio de 2018 | Roma                                                | 4 - 2        | Liverpool               | Estádio Olímpico de Roma, Roma         |
| 20:45             | Milner 15' · Džeko 52' · Nainggolan 86' 90+4' (pen) | Match Report | Mané 9' · Wijnaldum 25' | Público: 61 889 Árbitro: Damir Skomina |

Final
| 26 de maio de 2018 | Real Madrid                | 3 - 1        | Liverpool | Estádio Olímpico de Kiev, Kiev         |
| 21:45              | Benzema 51' · Bale 64' 83' | Match Report | Mané 55'  | Público: 61 561 Árbitro: Milorad Mažić |

## FA Cup
3ª fase
| 5 de janeiro de 2018 | Liverpool                       | 2 - 1        | Everton        | Anfield, Liverpool                     |
| 21:55                | Milner 35' (pen) · van Dijk 84' | Match Report | Sigurðsson 67' | Público: 52 513 Árbitro: Robert Madley |

16 avos de final
| 27 de janeiro de 2018 | Liverpool              | 2 - 3        | West Bromwich                  | Anfield, Liverpool                    |
| 21:55                 | Firmino 5' · Salah 78' | Match Report | Rodriguez 7' 11' · Matip 45+2' | Público: 53 342 Árbitro: Craig Pawson |

## EFL Cup
3ª rodada
| 19 de setembro de 2017 | Leicester                 | 2 - 0        | Liverpool | King Power Stadium, Leicester           |
| 19:45                  | Okazaki 65' · Slimani 78' | Match Report |           | Público: 31 609 Árbitro: Stuart Attwell |